# 溫迪·戴維斯
溫迪·拉塞爾·戴維斯（Wendy Russell Davis， 1963年5月16日—）是一名美國律師和民主黨政治家，德克薩斯州參議院第十選區參議員。曾經擔任德克薩斯州沃思堡市議員。
2013年6月25日，戴維斯利用長達十小時的冗長辯論阻擾了德州參議院第五議案的表决，該議案旨在德州建立新的墮胎法規，禁止懷孕婦女在20週後進行墮胎。戴維斯的冗長辯論為德州參議院民主黨最後以法案超過午夜截止時間而推遲在本屆參議院會議上就該議案進行表决做出了極大的貢獻。戴維斯本人也因為這次冗長辯論而在全美獲得知名度，并代表民主黨參與德州2014年州長選舉，最終以38%對59%落選。

## 早年經歷
溫迪·拉塞爾出生於美國羅德島州的西沃裡克，
在她11歲的時候，舉家遷移至德克薩斯州的沃斯堡。她的父親傑裡·拉塞爾是當地的一個演員兼導演，并在沃斯堡創辦了西臺劇院（Stage West Theatre）。父母離異后，溫迪被交給她的母親弗吉利亞撫養。弗吉利亞是一個只受過六年教育且在沒有任何兒童福利的條件下撫養了四個孩子。 溫迪的母親不得不在布勞米勒冰淇淋店工作以撫養家人。
溫迪·拉塞爾從14歲開始工作，第一份工作是為《沃斯堡星電報》徵集訂戶，然後在“橙色茱麗葉商場”的美食廣場工作，后來便在一家餐廳從事女招待工作。 1981年，溫迪·拉塞爾從里齊蘭德高中畢業，并於18歲的時候結婚。這段婚姻中，她生下了她的長女，安博。一年後，她離婚，成為一個單身母親生活在拖車公園。
在向同事學習了兩年律師助理課程后，溫迪·拉塞爾進入塔倫特縣學院就讀，隨後以全額獎學金轉入德克薩斯基督教大學。她以班上第一的成績從英國文學專業畢業，并獲得文學士學位。大學前及大學期間，溫迪·拉塞爾一周四晚在西臺劇院從事女招待工作，并在次日清晨充當一名兒科醫師辦公室的接待員。
溫迪·拉塞爾大學畢業后以優異的成績進入到哈佛法學院，并在1993年5月畢業并獲得法律博士學位。 1993年11月，溫迪·拉塞爾加入德克薩斯州律師協會，獲得執業資格。

## 律師生涯
在溫迪·戴維斯的早期律師生涯中，她曾經為美國地方法院法官傑裡·布赫梅耶閣下擔任法庭書記。1994年，溫迪·戴維斯加入海恩斯與布恩律師事務所（Haynes & Boone）駐沃斯堡辦事處，并在此處開始了她訴訟律師執業生涯。后來她成為SAFECO產權公司的股東，同時也成為德州沃斯堡共和國產權公司的前高管。隨後，溫迪·戴維斯加入坎迪與漢格律師事務所（Cantey Hanger）。2010年，溫迪·戴維斯與布萊恩·紐碧合夥開設了“紐碧與戴維斯律師事務所”（Newby Davis, PLLC）。她目前涉及的法律事務包含：聯邦及地方政府事務、訴訟、經紀發展諮詢、合同履約和房地產事宜。

## 議員生涯

### 市議員時期
溫迪·戴維斯首次競選沃斯堡市議員成功是在1999年，并分別在2001年、2003年、2005年和2007年四度連選連任成功。在九年的市議員生涯中，她專注于交通、經濟發展和鄰里關係等議案。她還帶領過若干經濟發展項目，例如：蒙哥馬利廣場改造、一號碼頭和睿俠園區等。

### 州參議員時期

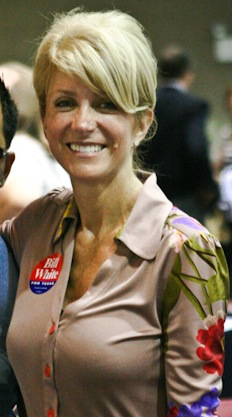
2010年州參議員溫迪·戴維斯

2008年，溫迪·戴維斯取代共和黨人金·布里默當選為德克薩斯州參議院第十選區參議員，第十選區包括塔兰特县的一部份。 而在2012年的選舉中，她擊敗了沃斯堡兒科醫師、德州眾議院共和黨眾議員馬克·謝爾敦（Mark Shelton）而連任成功。 戴維斯目前是德克薩斯州參議院開放政府專責委員會的副主席，同時也是經濟發展委員會、交通和國土安全委員會、退伍軍人事務和軍事設施委員會等專責委員會的成員。她曾任教育專責委員會副主席，并參與過國際關係與貿易委員會。
2011年5月29日，溫迪·戴維斯以冗長辯論阻擾了一項旨在削減40億美元公共教育開支的議案，迫使時任州長里克·佩里先生不得不召開一個特別會議。
從戴維斯初次入職德州立法機關開始，她已獲得多項榮譽，這其中包括：姊妹會授予的“勇敢女性獎”（Bold Woman Award）、美國退休人員協會授予的“年度新人獎”（Freshman of the Year）、平權中心（Equity Center）授予的“捍衛兒童權益鬥士獎”（Champion for Children Award）和德州婦產科醫師協會（Texas Association of OB-GYNs）授予的“德州捍衛女性健康權利鬥士獎”（Texas Women's Health Champion Award）等。2009年，《德州月刊》授予她“年度最佳新秀”稱號。 她也被《沃斯堡週刊》的讀者評選為“最佳公僕”。 在2012年1月，戴維斯被《政府雜誌》列為“2012年值得關注的12個州議員”， 並且她是德州議員中唯一一個被提名者。
第八十三屆德州參議院選舉中，德州進行了十年一次的選區重新劃分。戴維斯獲得連任成功，并將在2014年11月再度出任參議員。

### 2013年冗長辯論事件
2013年6月25日，溫迪·戴維斯利用冗長辯論阻擾“德州參議院第五議案”的表决。“該法案禁止妊娠20周之後的墮胎，同時要求所有的墮胎診所達到正規醫院手術時級的標準，並且強調醫生只能為醫院附近的女性執行墮胎手術。” 在冗長辯論期間，溫迪·戴維斯不得不努力讓自己站在地板上。直到午夜會議結束，有關該議案的投票將以時限問題而流產。 在十個小時的冗長辯論之後，距離午夜時間還有三個小時，副州長大衛·杜赫斯特裁定戴維斯的演講偏離主題，并強行要求投票以決定戴維斯的冗長辯論是否可以繼續。
儘管共和黨盡力想推動該議案在午夜前（即本屆議會結束前）的投票，但是來自萊蒂西亞·范·德·普特和其他人的質詢，以及議會大廈周圍政治活動家們的喧嘩和歡呼阻止了事態的發展。截止日期后，執政共和黨宣佈在截止日期前已經投票并通過了該議案；但是民主黨人卻宣稱該投票發生在截止日期后，因此是無效的。副州長杜赫斯特後來承認該議案並未在規定時間內投票而導致流產。 6月26日，州長裡克·佩裡將該議案添加為三項議案的一部份，要求召開第二次特別會議并就此進行辯論。
有些反墮胎團體攻擊她指出她支持無限制的墮胎，2014年2月11日，戴維斯表示她支持在懷孕20週後禁止墮胎，只不過這必須由婦女及醫生進行決定，要求懷孕婦女在因姦成孕、生命受危害的情況下容許墮胎，其後發現2013年的法案中有「最令人反感」的規定。

## 外部連結
- 德州參議院第十選區參議員：溫迪·戴維斯（英文）
- 官方网站（英文）
- 智慧投票计划中的傳記、投票紀錄及利益集團評級
- Campaign contributions at the National Institute for Money in State Politics
- Profile at Ballotpedia